# Crataegus mexicana
Crataegus mexicana – gatunek rośliny wieloletniej należący do rodziny różowatych. Rodzimym obszarem jego występowania jest Meksyk i Gwatemala. Lokalna nazwa: tejocote.

## Morfologia
PokrójKrzew lub niewielkie drzewo, o wysokości 4–10 m.
ŁodygaGałęzie silnie splątane, elastyczne. Kora gładka, szara. Na gałązkach liczne, ostre ciernie o długości 1–2 cm.
LiścieO długości 2–5 cm, jajowate, brzegi piłkowane.
KwiatyBiaławe, o średnicy 2 cm.
OwocNiemal kulisty jadalny owoc jabłkowaty  koloru żółtego o średnicy ok. 1 cm. W środku zawiera 3 brązowe pestki (czasami więcej).

## Zastosowanie
- Owoce, o nieco cierpkim smaku, spożywane są na surowo, wykorzystywane do sporządzania ponczów i przetworów.
- Owoce tradycyjnie wykorzystywane do dekoracji ołtarzyków z okazji meksykańskiego Dnia Zmarłych (duchy zmarłych widzą jedynie kolor żółty).

## Przypisy

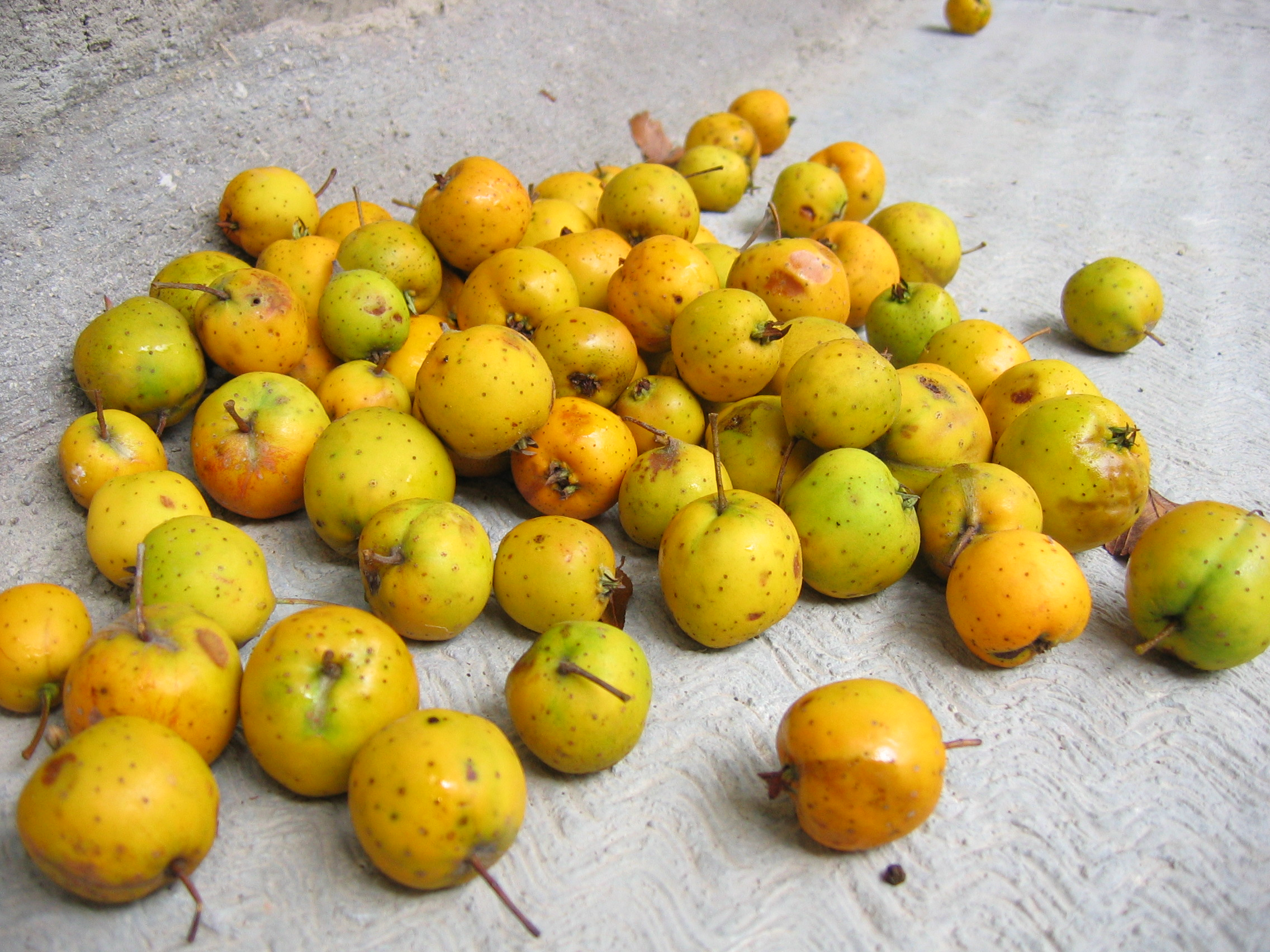
Owoce